# Juan de Leyva de la Cerda
Pour les articles homonymes, voir De la Cerda.
Juan de Leyva de la Cerda (1604-1678) est le vice-roi de la Nouvelle-Espagne du 16 septembre 1660 au 28 juin 1664.